# Almássy tér
Almássy tér est une place de Budapest située à dans le quartier d'Erzsébetváros (7e arrondissement). Elle constitue un élargissement de Wesselényi utca, dans sa partie comprise entre le boulevard (nagykörút) et le Városliget. Construite en 1879 et baptisée en l'honneur de la famille Almásy, elle a marqué l'histoire sociale de Budapest, car c'est de là que partaient de nombreuses manifestations de travailleurs au début du XXe siècle. Plus récemment, en 1983, c'est sur cette place qu'a été inaugurée le centre de loisirs d'Almássy tér, grande bâtisse vitrée conçue comme un lieu d'expositions et de spectacles.